# Les Boulingrin
Les Boulingrin est une pièce de théâtre comique en un acte écrite par Georges Courteline et créée au Théâtre du Grand-Guignol le 7 février 1898 avec Ellen Andrée. 

## Histoire
Monsieur Des Rillettes, un pique-assiette sans scrupule, se présente chez les Boulingrin qui l'ont invité à prendre le thé sans trop réfléchir. Il pense pouvoir passer d'agréables moments chez eux, bien au chaud, pendant une bonne partie de l'hiver. Mais les Boulingrin mettent en scène une fausse dispute de couple dans le but de se débarrasser de lui. Tout en feignant de vouloir s'en prendre l'un à l'autre, ils font subir à Des Rillettes une série de mauvais traitements : ils le tirent chacun par un bras, retirent au dernier moment la chaise qu'ils lui ont présentée pour le faire tomber, lui donnent une gifle, lui lancent une assiette de soupe à la figure... A la fin de la pièce, monsieur Des Rillettes s'enfuit en courant, persuadé d'être tombé sur des fous furieux et d'avoir échappé de peu à la mort.

## Adaptation cinématographique
Téléfilm de Paul Vecchiali diffusé en 1995 dans la collection Les levers de rideau.
- Mise en scène : Paul Vecchiali
- Réalisation : Paul Vecchiali, assisté de Françoise Lebrun
- Durée : 1h33 min
- Couleur
- Image : Renato Berta
- Son : Jean-François Chevalier, assisté de Jérôme Florenville
- Assistants opérateurs : Jean-Paul Toraille, Nicolas Eprendre
- Décor : Jean-Yves Legavre, assisté de Fabienne Guillot
- Scripte : Aline Lecomte, assistée de Barbara Gourovitch
- Musique : Roland Vincent
- Montage : Wally Rebane
- Régie : Valérie Schmidt, Pascal Rivoire
- Production : Agat Films et Cie, La sept Arte, La Cinquième, France Supervision, La Comédie Française ; et le concours du CNC
- Directrice de production : Nadia Belali
- Producteurs délégués : Yvon Davis et Gilles Sandoz
- Distribution : la troupe de la Comédie-Française